# سبز (فیلم)
«سبز» (انگلیسی: The Green (film)) یک فیلم است که در سال ۲۰۱۱ منتشر شد. از بازیگران آن می‌توان به جیسون باتلر هارنر، شاین جکسون، ایلیانا داگلاس، و جولیا اورموند اشاره کرد.